# Martonvásár (distrikt)
Martonvásár är ett distrikt i Ungern. Det ligger i provinsen Fejér, i den centrala delen av landet, sydväst om huvudstaden Budapest.